# César de Este

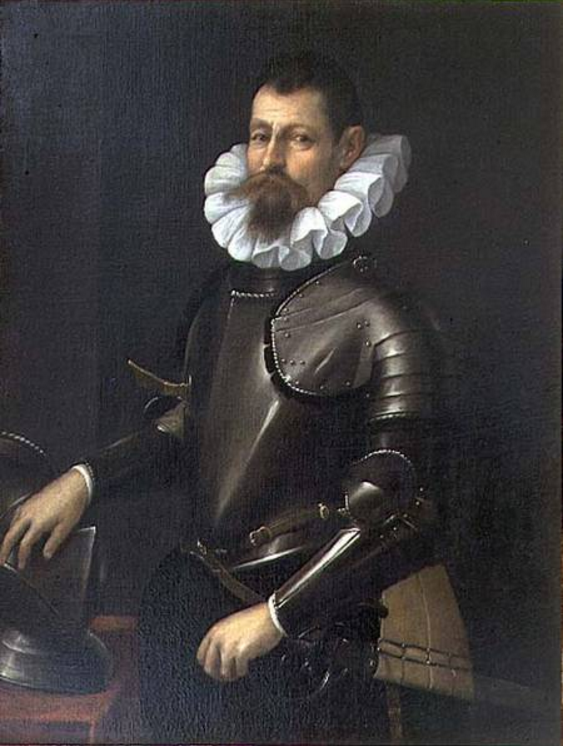
César de Este retratado por Cesare Aretusi, 1598.

César de Este (Ferrara, 8 de octubre de 1562-Módena, 11 de diciembre de 1628) fue duque de Módena y Reggio desde 1597 hasta su muerte.

## Biografía
Nacido en Ferrara, César era hijo de Alfonso de Este, marqués de Montecchio (hijo natural de Alfonso I de Este) y de su primera esposa, Giulia della Rovere (1525-1563), hija del duque de Urbino, Francesco Maria della Rovere. 
El 27 de octubre de 1597, a la muerte sin herederos del duque Alfonso II de Este, el ducado pasó a su primo César, hijo natural de Alfonso de Este, marqués de Montecchio. La legitimidad de la sucesión fue reconocida por el emperador Rodolfo II, pero no por el papa Clemente VIII, y siendo Ferrara, a diferencia de Módena, Carpi y Reggio Emilia, feudo papal, la ciudad volvió a los Estados Pontificios, a pesar de los repetidos intentos del duque, que buscó la ayuda de las grandes potencias europeas, pero solo consiguió promesas o, en el caso de Enrique IV de Francia, un cambio radical. 
La capital se trasladó luego a Módena, donde el duque entró el 30 de enero de 1598, y muchos fueron los problemas de aquellos primeros años: la insuficiencia de la residencia (el antiguo castillo medieval), las disputas entre los nobles de Módena y Ferrara, el intento de autonomía de Marco Pío de Sassuolo, la guerra contra Lucca por la posesión de la Garfagnana. 
Era un hombre gentil y religioso, pero no dotado de inteligencia política. Fue sucedido por su hijo, Alfonso.

## Matrimonio y descendencia
El 6 de febrero de 1586 se casó con la florentina Virginia de Médici, hija natural de Cosme I de Médici, que sufrió crecientes síntomas de locura hasta su muerte en 1615. Tuvieron los siguientes hijos:
1. Julia (1588-1645).
2. Alfonso (1591-1644), duque de Módena desde 1628.
3. Luis (1594-1664), marqués de Scandiano y Montecchio.
4. Laura (1594-1630).
5. Catalina (1595-1618).
6. Ana Eleonora (1597-1651), monja en el convento de Santa Clara en Carpi con el nombre de Sor Ángela Caterina.
7. Hipólito Geminiano (1599-1647).
8. Nicolás Pedro (1601-1640).
9. Borso (1605-1657), casado con Hipólita de Este (hija de su hermano Luis) y padre de María Ángela Catalina de Este.
10. Foresto (1606-1639/1640).